# José Velásquez (football, 1989)
Pour les articles homonymes, voir José Velásquez (homonymie).
José David Velásquez Colón (né le 8 décembre 1989 à La Ceiba au Honduras) est un joueur de football international hondurien, qui évolue au poste de défenseur.

## Biographie

### Carrière en sélection
Avec l'équipe du Honduras, il joue 5 matchs (pour aucun but inscrit) depuis 2012. Il figure notamment dans le groupe des sélectionnés lors de la Gold Cup de 2013.
Il participe également aux Jeux olympiques de 2012. Lors du tournoi olympique, il joue 4 matchs. Son équipe atteint le stade des quarts de finale en se faisant éliminer par le Brésil.